# 莫氏隱喉盤魚
莫氏隱喉盤魚（學名：Dellichthys morelandi）為輻鰭魚綱喉盤魚目喉盤魚科的其中一種，由約翰·C·布里格斯於1955年描述，里格斯以惠靈頓自治領博物館的約翰·蒙恩·莫蘭（John Munne Moreland，1921-2012）的名字命名該物種<ref name = ETYFish>Christopher Scharpf & Kenneth J. Lazara. . The ETYFish Project Fish Name Etymology Database. Christopher Scharpf and Kenneth J. Lazara. 7 February 2019  [6 June 2019].</ref，分布於西南太平洋紐西蘭海域，為特有種，深度0至15公尺，本魚體延長且扁平，頭大，唇薄，吻部具外露的皮瓣，胸鰭基部有小肉質隆起，體無鱗片，體頭部和身體呈紫色或乳白色，帶有藍色斑點，頸背有一條淺色帶，背鰭軟條8-9枚、臀鰭軟條8-9枚，體長可達8.5公分，屬底棲性魚類，棲息在岩石底質的潮間帶，通常躲在海膽的棘之間，以管蟲、小型甲殼類、海膽等為食，生活習性不明。